# Антропов, Пётр Яковлевич
Пётр Я́ковлевич Антро́пов (3 октября 1905, деревня Кульмеж, Пензенская губерния — 23 июня 1979, Москва) — советский государственный деятель, Герой Социалистического Труда (1954). Лауреат Ленинской (1978) и Сталинской премий (1951).
Брат Василия Антропова (1910—1943) — Героя Советского Союза.

## Биография
Учёбу в школе пришлось оставить из-за Гражданской войны, рано начал работать: с 1921 года был учеником сапоговаляльной мастерской. Только в 1925 году окончил школу 2-й ступени в селе Инсар. С окончанием школы стал работать на нефтяных заводах в Грозном.
Учился в Московской горной академии, после её разделения на шесть вузов в 1930 году, в 1932 году окончил Московский геологоразведочный институт имени Серго Орджоникидзе по специальности «инженер-геолог». Сначала работал в том же институте аспирантом, а затем деканом геологического факультета. Вскоре был назначен на пост заместителя директора Московского геологоразведочного института.
В 1932 году был принят в ВКП(б).
В апреле 1933 года назначен заместителем директора и главным инженером Среднеазиатского геолого-разведочного треста в Ташкенте, а в августе того же года — главным инженером Восточно-Сибирского геолого-разведочного треста в Иркутске. С 1935 по 1937 годы работал управляющим последним трестом.
С октября 1937 по январь 1939 года — начальник Главного управления свинцово-цинковой промышленности Народного комиссариата тяжелой промышленности СССР.
С 1939 по 1940 и с 1941 по 1942 годы — первый заместитель Народного комиссара цветной металлургии СССР, однако в августе 1942 года он был арестован по обвинению в должностных злоупотреблениях, находился под следствием. Но уже в сентябре был освобождён и в декабре назначен заместителем члена Государственного комитета обороны Анастаса Микояна.
С августа 1945 года стал участником атомного проекта. Был назначен заместителем начальника Первого Главного управления Совета Министров СССР Б. Л. Ванникова, главной функцией которого было создание атомной бомбы. Отвечал за разведку и добычу запасов урановых и ториевых руд на территории Советского Союза и стран Восточной Европы. В частности, при его личном участии велась опытная добыча этих руд в Болгарии.
После успешного испытания ядерной бомбы был назначен на должность начальником Второго Главного управления при Совете Министров СССР, специализировавшегося на руководстве всеми уранодобывающими предприятиями СССР и стран Восточной Европы. Обеспечил добычу сырья для создания атомных бомб и первой советской термоядерной бомбы, испытанной в 1953 году.
Указом Президиума ВС СССР от 4 января 1954 года за выдающиеся достижения при выполнении специальных заданий Правительства Петру Антропову Яковлевичу присвоено звание Героя Социалистического Труда с вручением ордена Ленина и медали «Серп и Молот».
С созданием Министерства среднего машиностроения в июне 1953 года был назначен заместителем министра, но уже в августе того же года он был назначен министром геологии и охраны недр.
В феврале 1962 года был назначен на пост заместителя Министра среднего машиностроения СССР
С 1963 по октябрь 1965 года — заместитель председателя Государственного комитета по среднему машиностроению СССР.
С октября 1965 года — заместитель Министра среднего машиностроения СССР.
Депутат ВС СССР 4 и 5 созывов.
Похоронен в Москве на Кунцевском кладбище.

## Признание

### Звания и награды
- Герой Социалистического Труда (4.1.1954)
- пять орденов Ленина (26.4.1939 — за проявленные образцы стахановской работы на заводах, фабриках, стройках, рудниках, приисках, цехах, агрегатах и за успешное освоение новых отраслей цветной металлургии; 19.10.1943; 29.10.1949; 4.1.1954; 1.10.1955 — в связи с 50-летием со дня рождения и отмечая заслуги перед Советским государством
- четыре ордена Трудового Красного Знамени (25.7.1942; 10.2.1944; 21.8.1953; 29.7.1966)
- медали.

### Премии
- Сталинская премия первой степени (1951) — за успешное руководство работами по развитию сырьевой базы урановой промышленности
- Ленинская премия (1978) — за разработку метода по подземному выщелачиванию урана